# Fundación Esperanto
La Fundación Esperanto es una fundación creada bajo el Derecho español para la promoción de la lengua internacional esperanto. Tiene su sede legal en Zaragoza, donde la comparte con el grupo local “Frateco” (asociación aragonesa de Esperanto).
La Fundación fue creada en 1969, con el patronazgo de la Federación Española de Esperanto, y bajo el impulso del entonces presidente de esta entidad, el Rector de la Universidad de Zaragoza, Miguel Sancho Izquierdo.
La Fundación es conocida internacionalmente ante todo por su labor en la edición de libros en esperanto. La más famosa fue la edición de la traducción completa en 1977 de la obra Don Quijote de La Mancha de Miguel de Cervantes.

## Organización interna
La Fundación está gobernada, según sus propios estatutos, por un patronato compuesto por entre tres y cinco personas. Dos de ellos son nombrados por Federación Española de Esperanto y los restantes por los patronos de la ya mencionada fundación.